# Idiospermum australiense
Idiospermum australiense (Diels) S.T.Blake – gatunek rośliny z monotypowego rodzaju Idiospermum w obrębie rodziny kielichowcowatych (Calycanthaceae Lindl.). Występuje naturalnie w Australii – w północno-wschodniej części stanu Queensland, na bardzo nielicznych stanowiskach. Uważany jest za gatunek reliktowy. 
W przeciwieństwie do innych współczesnych roślin okrytonasiennych, których nasiona mają jeden liścień (rośliny jednoliścienne) lub dwa (rośliny dwuliścienne), w tym wypadku jest ich od 2 do 6. Gdy kiełkują, zazwyczaj rozwija się tylko jeden pęd, ale zdarza się, że jest ich więcej. Spiralne ułożenie elementów kwiatów również wskazywane jest jako cecha prymitywna. 

## Morfologia

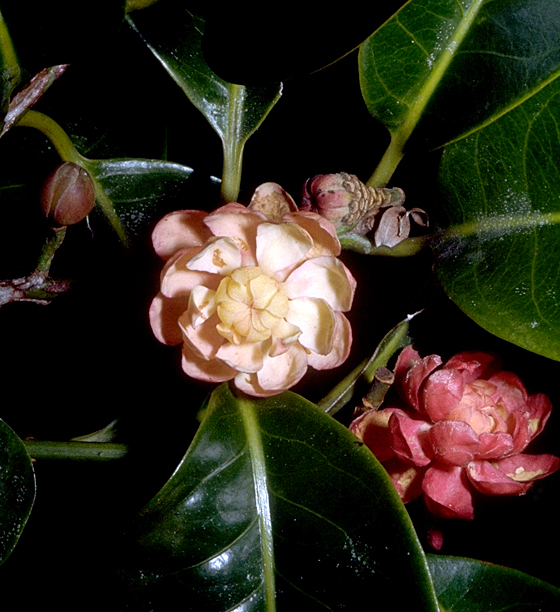
Kwiat

PokrójZimozielone drzewo dorastające do 15 m wysokości. Kora jest dość szorstka i ma ciemnoszarą barwę.
LiścieNaprzeciwległe, bez przylistków, pojedyncze. Blaszka skórzasta, eliptycznego kształtu, całobrzega. Mierzy 25 cm długości.
KwiatyPromieniste, obupłciowe, rozwijają się pojedynczo w kątach pędów, czasem zebrane są po kilka na ich szczytach. Mają białą barwę, z czasem przybierając kolor karminu. Osiągają 2 cm średnicy. Mają półkuliste hypancjum. Okwiat składa się z wielu listków (ok. 30–40) ułożonych spiralnie, z których zewnętrzne są najbardziej okazałe. Pręciki są liczne (13–15) z grubymi pylnikami z czterema komorami pyłkowymi. Zalążnia jest górna, złożona z jednego lub dwóch owocolistków, z niemal siedzącymi znamionami i pojedynczymi zalążkami.
OwoceKuliste, ciemnobrązowe, osiągają 8 cm średnicy. Stosunkowo cienka owocnia przylega w nich od wewnątrz do zmięśniałego hypancjum, którego zewnętrzna ściana drewnieje. Owoc zawiera pojedyncze nasiono z zarodkiem wyposażonym w 3–4 okazałe, mięsiste liścienie.

## Biologia i ekologia
Rośnie w bardzo wilgotnych nizinnych lasach deszczowych. Nasiona Idiospermum australiense są zbyt duże i ciężkie, aby mogły być rozsiewane przez wiatr, oraz są zbyt trujące dla większości zwierząt, aby były dla nich jadalne. Z tego powodu gatunek może rozprzestrzeniać się tylko przez grawitację – dlatego też występuje tylko w bardzo niewielu lokalizacjach. Być może wyjaśnienie sposobu rozsiewania wiąże się z długą historią taksonu. Rośliny z tego rodzaju istniały niemal od początków ery okrytonasiennych, tj. od około 120 milionów lat. Ponieważ w trzeciorzędzie (od 65 mln do 2 mln lat temu) istniała australijska megafauna, jedna z hipotez mówi, że ciężkie nasiona mogły być rozprzestrzeniane przez znacznie większe zwierzęta, które wyginęły.

## Taksonomia
Ten monotypowy takson był kiedyś zaliczany do siostrzanego rodzaju Calycanthus. Gatunek został odkryty w 1912 roku przez Ludwika Dielsa, który nadał mu nazwę Calycanthus australiensis. Był ówcześnie przekonany, że odkrył pierwszego przedstawiciela tego rodzaju w Australii. Niemiecki botanik później wrócił do miejsca, w którym odkrył roślinę, lecz ów obszar został przekształcony pod uprawę trzciny cukrowej. Uznano wówczas, że gatunek utracono bezpowrotnie. Rośliny nie odnaleziono przez kolejne sześćdziesiąt lat, aż została ona ponownie odkryta przez Stanleya Blake'a na początku lat 70. XX wieku. Została odnaleziona przypadkiem – po tym jak owoce gatunku znaleziono w żołądkach martwych krów (później udowodniono ich toksyczne działanie). Takson został podniesiony do rangi odrębnego, monotypowego rodzaju, ponieważ od roślin z rodzaju Calycanthus różni się pokrojem (duże drzewo) oraz dużymi, kulistymi owocami z pojedynczym nasionem. Idiospermum australiense należy do jednej z najstarszych linii rozwojowych roślin kwiatowych. 
W systemie Cronquista z 1981 rodzaj podnoszony był do rangi odrębnej rodziny Idiospermaceae S.T. Blake 1972. W systemach APG rodzaj włączany jest do rodziny kielichowcowatych (Calycanthaceae).